# عسل‌نوش‌ها
عسل‌نوش‌ها (نام علمی: Mellisuga) یک سرده از مگس‌مرغ‌ها در خانوادهٔ مگس‌مرغان است. آنها به دلیل اینکه اولین و دومین گونه کوچک پرنده در جهان هستند، قابل توجه هستند.
این سرده توسط جانورشناس فرانسوی ماتورین ژاک بریسون در سال ۱۷۶۰ با مگس‌مرغ شاه‌پسند به عنوان گونه نماد معرفی شد. نام Mellisuga ترکیبی از واژهٔ لاتین mellis به معنی «عسل» و sugere، به معنی «نوشیدن یا مکیدن» است.

## گونه‌های موجود
این سرده شامل دو گونه است:
| نگاره | نام علمی   | نام رایج       | پراکندگی                                         |
| ----- | ---------- | -------------- | ------------------------------------------------ |
|       | M. helenae | مگس‌مرغ زنبوری  | کوبا و جزیره یوونتود                             |
|       | M. minima  | مگس‌مرغ شاه‌پسند | هیسپانیولا (جمهوری دومینیکن و هائیتی) و جامائیکا |